# Drohiczyn (gmina w guberni siedleckiej)
Drohiczyn (także Drohiczyn Ruski) – dawna gmina wiejska istniejąca w XIX wieku w guberni siedleckiej. Siedzibą władz gminy był Drohiczyn (do końca 1862 miasto; obecna nazwa Ruska Strona).
Za Królestwa Polskiego gmina Drohiczyn należała do powiatu sokołowskiego w guberni siedleckiej.
Gminę zniesiono w połowie 1870 roku a jej obszar włączono do gminy Korczew.